# Тодраж
Тодраж (словен. Todraž) је насељено место у општини Горења вас-Пољане, Горењска регија, Словенија.

## Историја
До територијалне реорганизације у Словенији био је у саставу старе општине Шкофја Лока.

## Становништво
У попису становништва из 2011. године, Тодраж је имао 10 становника.
| Број становника према пописима | Број становника према пописима | Број становника према пописима |
| ------------------------------ | ------------------------------ | ------------------------------ |
| 1991                           | 2002                           | 2011                           |
| 7                              | 9                              | 10                             |